# Kobieta w błękitnej sukni
Kobieta w błękitnej sukni albo Kobieta w niebieskim, Czytająca list (niderl. Brieflezende vrouw in het blauw) – obraz Jana Vermeera datowany na lata ok. 1662–1665. Płótno nie jest sygnowane.
Kobieta w błękitnej sukni znajduje się obecnie w Rijksmuseum, gdzie została przekazana w 1885 roku.
Obraz przedstawia samotną kobietę, znajdującą się w pomieszczeniu i zaabsorbowaną lekturą listu, który trzyma w rękach. We wnętrzu stoi stół i dwa krzesła, a na ścianie wisi mapa – ta sama, którą malarz przedstawił wcześniej na obrazie Żołnierz i śmiejąca się dziewczyna. Mapę wykonał w 1620 roku Balthasar Florisz van Berckenrode. Przedstawia ona Holandię i Fryzję Zachodnią, ale ukazane inaczej, niż obecnie: nie zgodnie z kierunkiem północ-południe, ale wzdłuż osi wschód zachód. O ile mapa w Żołnierzu bardzo wyraźnie pokazuje lądy i wodę, o tyle tutaj są one bardziej mgliste, mniej precyzyjne.
Z lewej strony znajduje się okno. Choć jest niewidoczne, to lewa partia obrazu jest wyraźnie jaśniejsza. W starszej literaturze często pada pytanie, czy kobieta jest w ciąży, a jeśli tak, to czy to może żona Vermeera, Catharina Bolnes, która wszak urodziła co najmniej 11 dzieci. Być może jednak ma ona na sobie modny wówczas rodzaj krynoliny, zwany vertugalles albo vertugadins.
Kompozycja obrazu jest bardzo prosta i przypomina inne płótno Vermeera – Dziewczynę czytającą list. Kolorystyka dzieła opiera się głównie o różne odcienie żółci i błękitu, o czym pisał Michał Walicki:
„Czytająca” zbudowana jest na zasadzie dwóch przeciwieństw barwnych – niebieskich i żółtych, ulubionych przez wielkiego malarza. Drugi plan tworzy chłodna, zielonkawożółta, przypominająca cytrynę, plama ściany oraz mapa koloru starego brązu. Na pierwszym, jak na proscenium, poczynają śpiewać i dźwięczeć pochodne błękitnej gamy. Ciemny, rozwiązany w skali indyga, masyw stołu posiłkowany jest lżejszymi akordami niebieskawoliliowych krzeseł. Nad spódnicą szarogołębiej barwy góruje opalizujący błękit kaftanika kobiety. Z jego rękawów i bieli kołnierza wyłaniają się ręce i głowa o tonacji słoniowej kości; śniada twarz o jasnym, czystym czole wtapia się delikatnie w brązowomiodne zestawy mapy.
Niewykluczone jednak, że kolor, który dziś jest niebieskim, pierwotnie był zielonym. Zieleń Vermeer otrzymywał poprzez zmieszanie żółci z błękitem i wraz z upływem czasu kolor ten utlenił się, zmieniając się w niebieskawy. Taki efekt widać np. na płótnie Alegoria malarstwa, gdzie wieniec laurowy jest w tonacji niebieskiej, a nie zielonej, oraz w Uliczce, gdzie roślinność nabrała podobnego odcienia